# Елатомский приборный завод
Компания «Еламед» — один из производителей медицинской техники и медицинской мебели в России. Расположена в рабочем посёлке Елатьма Касимовского района Рязанской области.
Компания «Еламед» была основана в 1980 году как производство по выпуску оборонных изделий, детских игрушек и фенов. До 1991 года предприятие являлось филиалом Рязанского приборного завода, а в ноябре 1992 года оно было преобразовано в открытое акционерное общество «Елатомский приборный завод». Новый этап в истории компании начался с освоения производства медицинской техники — прежде всего, портативных физиотерапевтических аппаратов и устройств. Особую популярность у пациентов и медицинских работников завоевали выпускаемые компанией аппараты магнитотерапии.
В настоящее время компания «Еламед» выпускает уникальные физиотерапевтические аппараты для лечения в стационарных и бытовых условиях, медицинскую мебель, оборудование для дезинфекции и другие изделия медицинского назначения.
Общероссийский журнал о рынке лекарств и медицинской техники «Ремедиум» (№ 11 за 2009 год) в разделе «Медтехника» опубликовал рейтинг предприятий, выпускающих медицинские приборы и аппараты, медоборудование и технологическое оборудование по показателям выпуска за 2008 год. Рейтинг проведён по данным статистической отчётности 122 предприятий промышленности медицинских изделий, что составляет за этот период 50,76 % отечественного рынка медизделий. По этим данным, Компания «Еламед» на фоне общего снижения производства на 27,95 % обеспечила в 2008 году рост производства в 1,85 раза и вошло в число лидеров, заняв второе место в рейтинге по объёму производства и динамике выпуска.
По данным того же исследования, приведённым в таблице «Доля 20 крупнейших предприятий в объёме выпуска медицинской техники», удельный вес компании «Еламед» в общем объёме медтехники по России (третья строка таблицы) составлял: 1,55 % в 2007 году, 3,37 % в 2008 году.
В 2012 году в рамках аналогичного исследования компания заняла 2-е место в рейтинге инвестиционной привлекательности предприятий промышленности, выпускающих медицинские изделия. При этом по доле в общем объёме чистой прибыли обследованных предприятий оно заняло 1-е место (14,19 %).

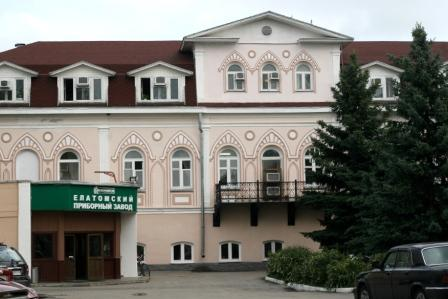
Компания ЕЛАМЕД. Здание заводоуправления.

Заводоуправление компании «Еламед» размещено в двухэтажном каменном здании с мезонином по адресу: ул. Янина, д. 25 (здание построено в середине XVIII века промышленником А. Р. Баташёвым для своего проживания).